# Сельскохозяйственный район штата Риу-Гранди-ду-Норти (мезорегион)

Сельскохозяйственный район штата Риу-Гранди-ду-Норти на карте.

Сельскохозяйственный район штата Риу-Гранди-ду-Норти (порт. Mesorregião do Agreste Potiguar) — административно-статистический мезорегион в Бразилии, входит в штат Риу-Гранди-ду-Норти. Население составляет 426 757 человек (на 2010 год). Площадь — 9348,574 км². Плотность населения — 45,65 чел./км².

## Демография
Согласно сведениям, собранным в ходе переписи 2010 г. Национальным институтом географии и статистики (IBGE), население мезорегиона составляет:
| Полное население                            | Полное население                            | Полное население                            | Полное население                            | 426 757 |
| ------------------------------------------- | ------------------------------------------- | ------------------------------------------- | ------------------------------------------- | ------- |
| в том числе:                                | Городское население                         | 258 550                                     | Процент городского населения, %             | 60,58   |
|                                             | Сельское население                          | 168 207                                     | Процент сельского населения, %              | 39,42   |
|                                             | Мужское население                           | 213 923                                     | Процент мужского населения, %               | 50,13   |
|                                             | Женское население                           | 212 834                                     | Процент женского населения, %               | 49,87   |
| Плотность населения, чел/км²                | Плотность населения, чел/км²                | Плотность населения, чел/км²                | Плотность населения, чел/км²                | 45,65   |
| Население мезорегиона в % к населению штата | Население мезорегиона в % к населению штата | Население мезорегиона в % к населению штата | Население мезорегиона в % к населению штата | 13,47   |

## Статистика
- Валовой внутренний продукт на 2003 год составляет 919 141 746,00 реалов (данные: Бразильский институт географии и статистики).
- Валовой внутренний продукт на душу населения на 2003 год составляет 2287,32 реалов (данные: Бразильский институт географии и статистики).
- Индекс развития человеческого потенциала на 2000 год составляет 0,617 (данные: Программа развития ООН).

## Состав мезорегиона
В мезорегион входят следующие микрорегионы:
1. Байша-Верди
2. Борборема-Потигуар
3. Агрести-Потигуар